# أبو الحسن الأصفهاني (سياسي باكستاني)
ميرزا أبو الحسن الأصفهاني (الفارسية: میرزا ابو الحسن اصفهانی؛ 1902–1981) كان سياسيًا ودبلوماسيًا باكستانيًا شغل منصب سفير باكستان لدى الولايات المتحدة.

## العائلة
خلال تسعينيات القرن العشرين، خدم ميرزا ضياء أصفهاني، الابن الأصغر لميرزا عبد الحسن أصفهاني، سفيرًا لباكستان في سويسرا وإيطاليا، وهو حاليًّا سفير متجول يحمل صفة وزير دولة، وقد زار بنغلاديش بناء على تعليمات من الرئيس المشارك لحزب الشعب الباكستاني آصف علي زرداري. حفيدته، فرحناز أصفهاني، عملت كعضو في البرلمان الباكستاني وهي زوجة السفير الباكستاني السابق لدى الولايات المتحدة حسين حقاني، وعاشت لبعض الوقت في نفس المنزل في واشنطن مع جدها.

## الكتب
وقد ألف عددًا من الكتب منها:
- حالة الهند الإسلامية (1946)
- 27 يومًا في الصين (1960)
- من لينينغراد إلى سمرقند (1962)
- قائد أعظم جناح، كما عرفته (1967)